# Théâtre municipal de Verdun
Ce théâtre municipal est une salle de spectacle située à Verdun, dans le département français de la Meuse.

## Localisation
Ce bâtiment est situé au 9, quai Général Leclerc à Verdun.

## Historique
Un premier théâtre fut inauguré en 1797, en bordure de Meuse sur le canal Saint-Vanne. Modifié en 1835 en théâtre municipal par l'adjonction d'un avant-corps (sur les plans de l'architecte verdunois Cauyette), l'équipement ne pouvait remplir intégralement son rôle et dès les années 1880, on amorça une nouvelle réflexion pour la construction d’un véritable théâtre.
Le théâtre à l'italienne actuel fut édifié à l’emplacement de l’ancien abattoir et de la halle aux blés selon les plans de Paul Chenevier, architecte départemental et architecte de la Ville de Verdun. Il s’inspire de l’architecture de l’Opéra de Paris réalisé par Charles Garnier. Le terrain choisi et la proximité de la Meuse l’obligèrent à faire une construction sur pilotis, 616 pieux enfoncés dans le sol marécageux assurant la stabilité de l'ensemble. Les travaux débutèrent en 1892 et l’inauguration eut lieu le 4 novembre 1893 en présence de Raymond Poincaré, alors ministre de l’Instruction Publique des Beaux-Arts et des Cultes.
Très fortement endommagé durant la bataille de Verdun en 1916 (coupole détruite, façade mutilée, cintres incendiés…) le théâtre fut restauré dans les années 1920 dans le respect de son identité première : la coupole fut restaurée et repeinte, le fumoir entièrement reconstruit et de nouveaux décors picturaux furent réalisés. Depuis cette époque, il n’a subi aucune modification importante mais a vu l’amélioration constante de son équipement technique.
Le théâtre est fermé pour des raisons de sécurité depuis mars 2017. En attendant sa restauration les spectacles sont délocalisés en majorité à l’église Jeanne d'Arc.
L'édifice fait l'objet d'une inscription au titre des monuments historiques depuis 2018.

## Architecture
Son décor néo-baroque riche en stucs dorés, sa coupole ornée d’une fresque, sa fosse d’orchestre, sa distribution en loges sur quatre niveaux et son fumoir donnant sur la Meuse en faisaient et en font encore aujourd’hui le plus bel ornement de spectacle du département. Plus petit que les théâtres de Metz et de Nancy, il entendait jouer un rôle équivalent de point focal des activités culturelles de Verdun et de la Meuse.